# Hobart
För andra betydelser, se Hobart (olika betydelser).
Hobart är huvudstad i delstaten Tasmanien i Australien. Staden är Australiens äldsta delstatshuvudstad efter Sydney och grundades 1803 som "Hobart Town", uppkallat efter den engelske politikern Lord Hobart (1793-1804). Staden var ursprungligen en straffkoloni i Brittiska imperiet. Hobart är Tasmaniens största stad och hade 2015 omkring 221 000 invånare. Den är den minsta av Australiens delstatshuvudstäder, eller – om territorier räknas med – den näst minsta efter Darwin. Staden är Tasmaniens finansiella och administrativa centrum, och fungerar även som hemmahamn för både Australiens och Frankrikes antarktiska verksamheter. Bland annat utgår Australiens enda isbrytare från hamnen i Hobart där forskare och övrig personal hämtas upp för att åka till Antarktis.

## Geografi
Staden ligger i statens sydöstra del och floden Derwent River delar av staden i två delar där dess kommersiella centrum ligger på den västra sidan. Hobarts skyline domineras av Mount Wellington (Kunanyi) med en höjd på 1 271 meter över havet. 

## Klimat
Klimatet i och kring Hobart är milt tempererat havsklimat och har fyra distinkta årstider. Uttrycket "fyra årstider på en dag" speglar det ofta snabbt skiftande och varierande klimatet i Hobart och på Tasmanien i övrigt på ett bra sätt. Det snabbt skiftande och ofta oberäkneliga vädersystemen beror delvis på att ön ligger mitt i färdvägen för de kraftiga passadvindarna Roaring Forties. I och med Tasmaniens läge och Hobarts sydliga läge på ön är det den svalaste av alla australiska städer och även den sydligaste "huvudstaden" i världen. Under vintern faller oftast snö på Mount Wellingtons topp, något som annars hör till ovanligheterna i Tasmanien.

## Demografi
2011 var 43,3 % av invånarna i Hobart födda i ett annat land än Australien. Många kommer från Storbritannien eller Nya Zeeland.
Medelåldern var 39,6 år jämfört med 37,3 i hela Australien.

## Utbildning
I Hobart ligger University of Tasmania som framför allt är känt för sin apotekarutbildning.

## Besöksmål
Bland populära platser att besöka i Hobart brukar Salamanca Markets och museet MONA (Museum of Old and New Art) hamna högt upp.
Inte långt från staden ligger också sevärdheter som Mount Field, Bruny Island och Port Arthur.

## Kända personer från Hobart
- Drottning Mary av Danmark
- Errol Flynn, skådespelare
- Tim Paine, cricketspelare